# کرایگ بردمن
کرایگ بردمن (انگلیسی: Craig Boardman؛ زادهٔ ۳۰ نوامبر ۱۹۷۰) بازیکن فوتبال اهل بریتانیا است.
از باشگاه‌هایی که در آن بازی کرده‌است می‌توان به باشگاه فوتبال استالی‌بریج سلتیک، باشگاه فوتبال پیتربورو یونایتد، باشگاه فوتبال اوست تاون، باشگاه فوتبال ناتینگهام فارست، و باشگاه فوتبال شفیلد اشاره کرد.